# Scytodes karrooica
Scytodes karrooica là một loài nhện trong họ Scytodidae.
Loài này thuộc chi Scytodes. Scytodes karrooica được William Frederick Purcell miêu tả năm 1904.